# 廣瀨行成
廣瀨 行成（ひろせ ゆきなり、1961年1月 – ）は、日本の防衛官僚。防衛省九州防衛局長、外務省大臣官房審議官、防衛省情報本部副本部長、財務省名古屋税関長、防衛研究所所長等を歴任した。

## 来歴・人物
東京都出身。開成高等学校を経て、東京大学法学部卒業。1984年防衛庁入庁。外務省国際連合日本政府代表部出向や、防衛省防衛政策局防衛計画課長、防衛省防衛政策局国際政策課長、防衛省地方協力局地方協力企画課長、防衛省九州防衛局長、外務省大臣官房審議官等を経て、2016年防衛省大臣官房審議官兼情報本部副本部長。2017年から財務省名古屋税関長を務め、テロ対策などにあたった。2018年防衛省防衛研究所長。2020年退官、防衛省共済組合市ヶ谷会館館長。2022年4月から、独立行政法人駐留軍等労働者労務管理機構理事長。

## 略歴
出典:
- 1984年　防衛庁入庁　経理局会計課
- 1999年　長官官房企画官
- 2000年　福岡防衛施設局施設部長
- 2002年　長官官房企画官
- 2004年　情報本部分析部長
- 2006年　防衛政策課長国際企画課長
- 2008年　地方協力局地方協力企画課長
- 2010年　九州防衛局長
- 2012年　外務省大臣官房審議官
- 2014年　大臣官房審議官
- 2017年　財務省名古屋税関長
- 2018年　防衛研究所長
- 2020年　退官
- 2022年　独立行政法人駐留軍等労働者労務管理機構理事長

## 著書
- 『日中安全保障・防衛交流の歴史・現状・展望』（共著）亜紀書房 2011年